# Christel Heydemann
Christel Heydemann, née le 9 octobre 1974 à Clamart (Hauts-de-Seine), est une ingénieure et cheffe d'entreprise française. Elle dirige le groupe Orange depuis le 4 avril 2022.

## Biographie

### Jeunesse et études
Christel Heydemann naît à Clamart. Son grand-père paternel avait fui l'Allemagne nazie et créé une entreprise de torréfaction de café en France. Son père est ingénieur centralien et sa mère, normalienne, est professeure d'université. Après des classes préparatoires scientifiques, elle est admise à l’École polytechnique en 1994. Elle poursuit ses études à l’École nationale des ponts et chaussées, dont elle sort diplômée en 1999.

### Parcours professionnel
Elle est vite identifiée comme « Young Global Leader » par la communauté du Forum Economique Mondial.
À 25 ans, elle entre au Boston Consulting Group.
Elle rejoint ensuite Alcatel, où elle occupe plusieurs fonctions, notamment commerciales (en particulier, elle a été responsable des comptes SFR et Orange). En 2008, elle est nommée directrice commerciale d'Alcatel-Lucent France. En 2011, elle devient directrice générale des ressources humaines et de la transformation d’Alcatel-Lucent. Elle met en œuvre le plan de suppression de 5 500 postes.
En 2014, elle rejoint Schneider Electric. Elle s'y occupe d'alliances stratégiques, devient présidente de Schneider Electric France et est nommée au poste de Executive Vice President pour l'Europe en 2021.
Le comité des nominations d'Orange, présidé par Anne-Gabrielle Heilbronner, avait retenu initialement trois candidats, Frank Boulben dirigeant de Verizon, Ramon Fernandez directeur financier d'Orange et Christel Heydemann.
Membre du conseil d'administration d'Orange depuis 2017, elle est nommée le 28 janvier 2022 directrice générale de l'opérateur, avec le soutien de l'Élysée et de Bercy. Elle prend ses fonctions le 4 avril 2022, en remplacement de Stéphane Richard, démissionnaire le 24 novembre 2021, et devient ainsi la première femme à diriger le groupe.
La proposition de rémunération annuelle devant être votée lors de l'assemblée générale du groupe Orange du 19 mai 2022 est composée, d'un salaire fixe de 950 000 euros égal à celui de son prédécesseur, d'une part variable liée à l'objectif de faire monter la valeur boursière de l'entreprise pouvant atteindre 1 275 000 euros, et de l'attribution d'actions gratuites d'une valeur de l'ordre de 700 000 euros. À cette rémunération, il faut ajouter la cotisation pour sa retraite chapeau de 450 000 euros et un parachute doré à valoir à son départ de l'entreprise compris entre 900 000 et 2 250 000 euros,.
Elle devient la deuxième femme à la tête d'une entreprise du CAC 40 après Catherine MacGregor d'Engie.

### Fonctions annexes
Lorsqu'elle œuvre à Schneider Electric, elle participe au groupe Energie-Climat de France Industrie et au conseil d'administration du Centre de recherche pour l'expansion de l'économie et le développement des entreprises.
Christel Heydemann est également présidente de Gimélec du 25 mai 2018 au 20 mai 2022,.

### Vie privée
Elle est mariée à André Loesekrug-Pietri, qui dirige Joint European Disruptive Initiative (en), une agence de promotion des hautes technologies. Ils ont deux enfants.

## Distinctions
Young Global Leader du Forum économique mondial en 2012.
- Chevalière de la Légion d'honneur en 2018[15].
- Officière de la Légion d'honneur en 2024.